# Couleur

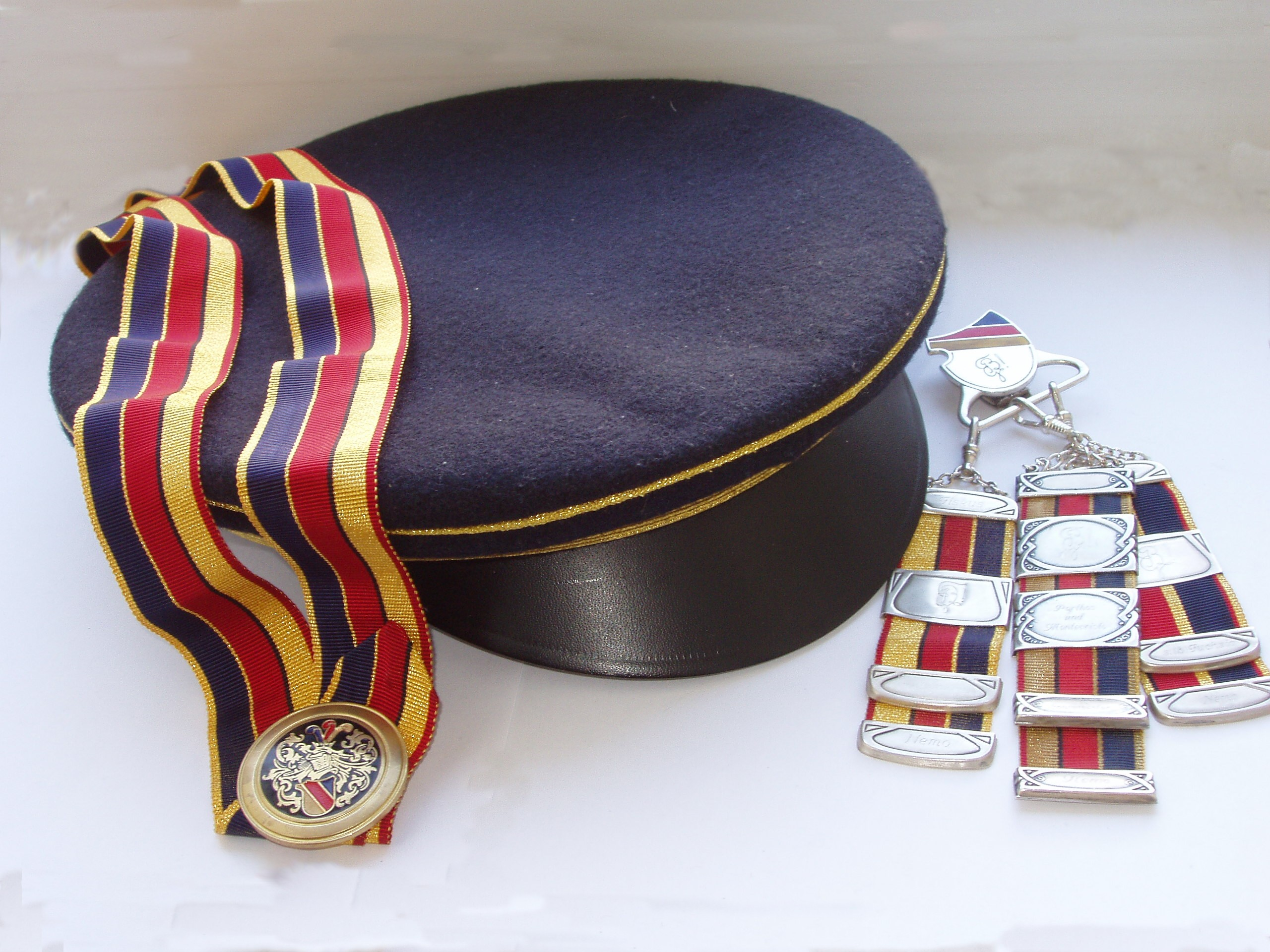
Nastro, cappello e Zipfel di un'associazione studentesca austriaca

Il Couleur (dal francese che significa appunto "colore") è l'espressione utilizzata in Europa centrale dalle confraternite studentesche per indicare sia il copricapo che altri oggetti distintivi portati dai membri delle varie associazioni studentesche universitarie.
Sulla base del couleur le confraternite sono classificabili come segue:
- Associazioni senza coleur (le cosiddette schwarz, in italiano "nere")
- Associazioni con il couleur ma senza nastri, cappelli, ecc. I colori vengono portati nello stemma dell'associazione o come Zipfel.
- Associazioni con coleur, nastri, cappelli, ecc.

## Nastro

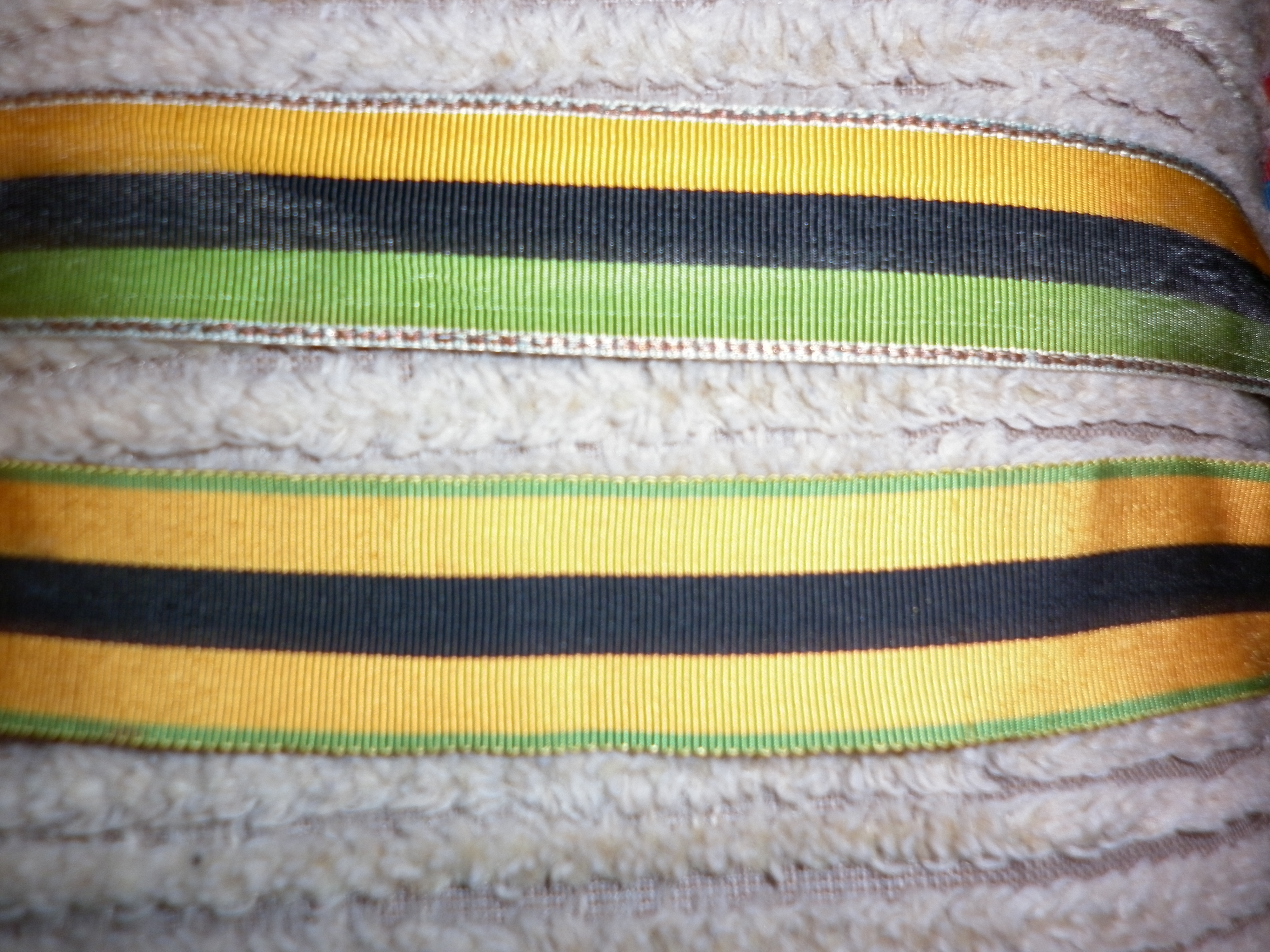
Esempi di nastri della medesima società con gradi diversi: Bursche più alto (in alto), Fux più basso (in basso).

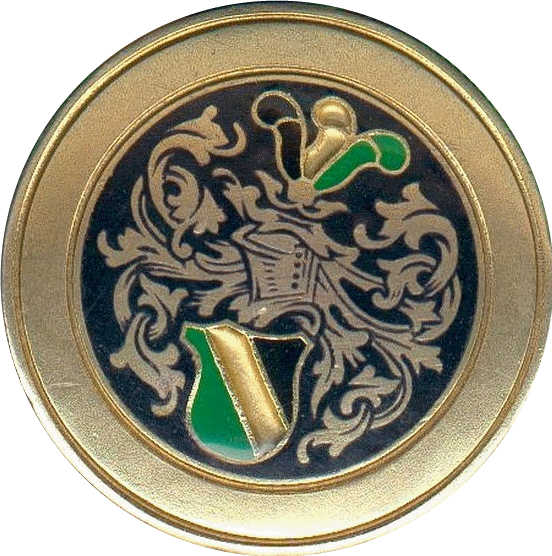
Bottone di metallo con i coleurs.

Il nastro (detto Band) è portato sulla spalla destra a mo' di fascia sino al fianco sinistro. Entrambe le estremità terminano con un bottone, spesso decorato in metallo o porcellana e spesso riportano le armi o le insegne della società studentesca a cui appartengono. Diverse società utilizzano due tipi di nastri: uno utilizzato per i membri più giovani (il cosiddetto Fux o Fuchs, dal tedesco "volpe"), l'altro per i membri più anziani (il cosiddetto Bursche o, se laureati,  Alter Herr).

## Copricapo

### Cappello

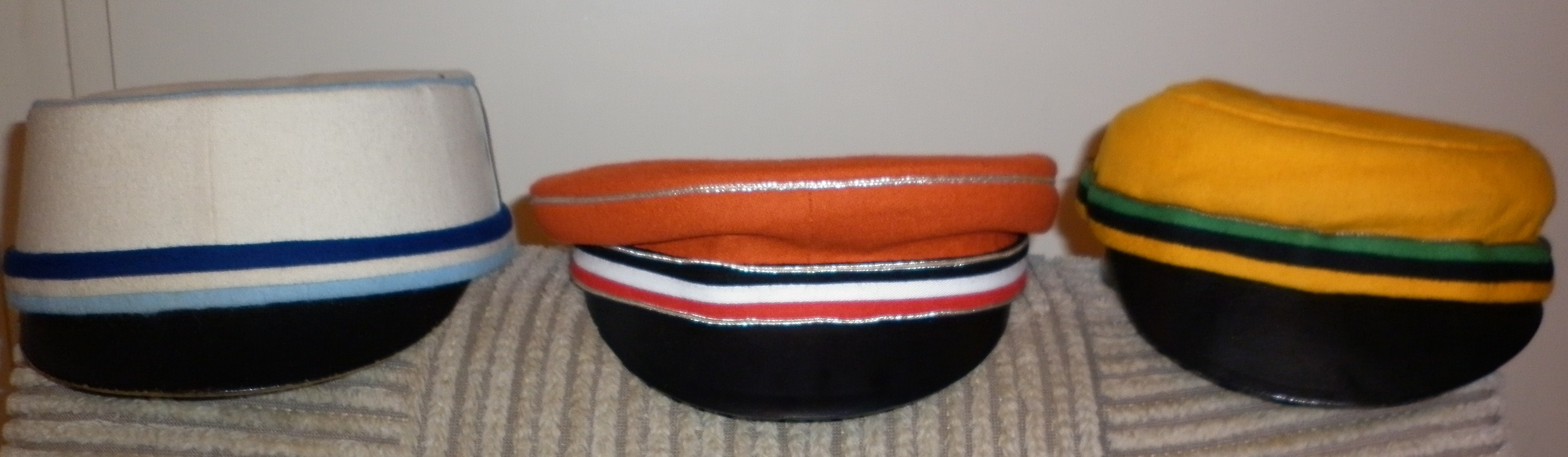
Collezione di cappelli, da sinistra a destra: Biedermeierformat, Tellermütze, Biedermeierformat

La maggior parte dei cappelli delle società universitarie (detti Mütze) consistono in:
- una visiera nera,
- una parte in stoffa decorata di uno dei colori del nastro,
- un nastro coi colori dell'associazione.

Vi sono diverse forme di cappelli, ad esempio:
- Biedermeier format,
- Tellermütze,
- Stürmer.

### Stürmer
Una particolare tipologia di cappello studentesco è lo Stürmer (in italiano kepì). 
Come le altre tipologie di cappelli dispone di una visiera nera e la parte di stoffa è ripiegata verso il fronte del cappello. La parte superiore dell'area in stoffa può essere decorata con ricami.
|  |  |

### Tönnchen
|  | Un Tönnchen (diminutivo di Tonne, in italiano "barile") è un copricapo con una parte in stoffa piatta, colorata di uno dei colori del nastro e ricamata con uno Zirkel. Essi vengono solitamente indossati solo in occasioni ufficiali. |

### Straßencerevis
|  |  | Uno Straßencerevis è simile ad un Tönnchen ma è ricamato con un Zirkel composto da foglie di vite o quercia specificatamente. |